# Gabriela Sinabell
Gabriela Sinabell OSB (* 23. August 1924 als Mathilde Sinabel; † 30. August 2016) war eine österreichische römisch-katholische Benediktinerin und von 1983 bis 1999 Äbtissin der Benediktinerinnenabtei Nonnberg.

## Leben
Sinabell, die Tochter eines Volksschuldirektors, begann 1946 das Noviziat in der Abtei Nonnberg, wo sie den Ordensnamen Gabriela annahm und 1947 die Profess ablegte. 1983 wählte der Konvent der Abtei Nonnberg Sinball zur Äbtissin. Sie folgte Laurentia Fritz nach, die von 1976 bis 1983 das Kloster leitete. Die Äbtissinnenbenediktion empfing sie am 3. Mai 1983. Ihr Wahlspruch „Caritas Christi urget nos – Die Liebe Christi drängt uns“ ist 2 Kor 5,14 entnommen. Auf Initiative Sinabells schloss sich die Abtei Nonnberg 1989 der Föderation der Bayerischen Benediktinerinnenabteien an. Sinabell resignierte im August 1999. Ihr folgte Perpetua Hilgenberg als Äbtissin. Gabriela Sinabell starb am 30. August 2016.